# Bert Gijsberts
Albertus (Bert) Gijsberts (Bant, 12 november 1953 – Almere Stad, 16 januari 2024) was een Nederlands bestuurder, ondernemer en politicus. Hij was lid van de Volkspartij voor Vrijheid en Democratie (VVD).

## Biografie
Gijsberts groeide op in Bant. In 1964 verhuisde hij met zijn ouders naar een boerderij bij Biddinghuizen. Tot 1992 woonde de politicus in de gemeente Dronten, daarna verhuisde hij naar Almere. In 1986 werd Gijsberts bedrijfsleider voor een nevenvestiging van groenbedrijf Boogaart, in Almere. Later werd hij mede-eigenaar en algemeen directeur van deze als zelfstandig bedrijf voortgezette onderneming in de groenvoorziening. In december 2016 werd het eigendom van Boogaart Almere Infragroep overgedragen aan nieuwe eigenaren.

## Politiek
Hij was secretaris van de VVD Dronten van 1989 tot 1992 en voorzitter van de afdeling Almere van 1998 tot 2003. Van 14 november 2012 tot 21 mei 2015 was hij gedeputeerde voor de provincie Flevoland. Hij was verantwoordelijk voor de beleidsterreinen Almere 2.0/Structuurvisie RAAM, windenergie, duurzaamheid, vitaal platteland, ruimtelijke ordening, water/deltaprogramma IJsselmeer, Wonen, Natuur en Landschap en faunabeheer. Ook was hij deze periode lid van het Comitee van de Regio’s EU namens IPO. In maart 2015 werd hij gekozen als lid van de Provinciale Staten van Flevoland voor de VVD met aandacht voor financiën, bestuur en dergelijke. Bij de Provinciale Statenverkiezingen 2019 stelde hij zich niet meer verkiesbaar.

## Bestuursfuncties
Door de jaren heen was Gijsberts voorzitter van MKB Flevoland, VNO-NCW Flevoland, Vereniging Bedrijfskring Almere, brancheorganisatie VHG ondernemers in het groen, en was lid van de landelijke besturen van MKB Nederland en VNO-NCW. Hij was ook vicevoorzitter van de raad van commissarissen van de Rabobank Almere. Ook heeft hij zich maatschappelijk ingespannen voor Jazz Below the Sea Almere en was hij bestuurder van het museum ACHK-paviljoens in Almere. Daarnaast heeft hij zich ingespannen voor de paardensport en KWPN-fokkerijorganisaties in Flevoland. Vanwege zijn benoeming als gedeputeerde eind 2012 heeft de Almeerder zijn leidinggevende ondernemerstaken overgedragen, en bijna alle bestuursfuncties conform de GS-reglementen neergelegd. 
Een ziekte doorkruiste vanaf 2015 zijn plannen om naast het PS-lidmaatschap actief te zijn als adviseur/organisator. Hij was van eind 2016 tot begin 2019 aantal uren programmamanager bedrijfsleven / Floriade Almere 2022 geweest. Vanwege blijvende gezondheidsproblemen stopte hij in 2019 met bedrijfsactiviteiten en deed hij sindsdien nog enkele bestuursfuncties.

## Onderscheidingen
Gijsberts werd in 2008 koninklijk onderscheiden en benoemd tot Officier in de Orde van Oranje-Nassau. In 2000 kreeg hij de hoogste onderscheiding van de gemeente Almere, de Bonifatiusspeld, vanwege zijn 'ambassadeurswerk' voor de stad.

## Overlijden
Albertus Gijsberts overleed in 2024 op 70-jarige leeftijd in een revalidatiecentrum in Almere.